# Любомін (Куявсько-Поморське воєводство)
Любомін (пол. Lubomin, нім. Bomfelde) — село в Польщі, у гміні Бонево Влоцлавського повіту Куявсько-Поморського воєводства.
Населення — 131 особа (2011).
У 1975-1998 роках село належало до Влоцлавського воєводства.

## Демографія
Демографічна структура станом на 31 березня 2011 року:
|          | Загалом | Допрацездатний вік | Працездатний вік | Постпрацездатний вік |
| -------- | ------- | ------------------ | ---------------- | -------------------- |
| Чоловіки | 68      | 15                 | 41               | 12                   |
| Жінки    | 63      | 6                  | 39               | 18                   |
| Разом    | 131     | 21                 | 80               | 30                   |